# Свердловина експлуатаційна
Свердловина експлуатаційна (рос. скважина эксплуатационная; англ. development well, operating hole; нім. Fördersonde f, Förderbohrung f, Produktionsbohrung f) — свердловина, що буриться для вилучення пластових флюїдiв у відповідності з проектом розробки родовища.
Експлуатаційні свердловини бурять на повністю розвіданому і підготовленому до розроблення родовищі з метою експлуатації покладів нафти та газу.

## Опис і різновиди
До цієї категорії входять оцінювальні (для оцінки продуктивності горизонтів по нафті і газу), видобувні, нагнітальні (для запомповування в продуктивні пласти води або газу з метою підтримування пластового тиску і підвищення нафтовилучення із пластів), спостережні, з допомогою яких контролюється стан тиску в різних частинах розроблюваного родовища i п'єзометричні свердловини.
- Свердловина оцінювальна — свердловина, що призначена для уточнення г.ч. нафтонасиченості, а також колекторських властивостей продуктивного пласта, властивостей пластових флюїдів і інш.
- Свердловина видобувна — свердловина, призначена для експлуатації родовищ природних газів, нафти, сірки, розсолів, твердих корисних копалин (підземне вилуговування). Використовується для видобування цих корисних копалин.
- Свердловина нагнітальна — свердловина, яка служить для закачування в продуктивні пласти води, газу, теплоносіїв, а також повітряної або парокисневої суміші та інш. витісняючих аґентів.

Нормальна експлуатаційна свердловина — свердловина, з якої задану кількість рідини можна відбирати стандартним свердловинним устаткуванням, забезпеченим на вході тільки простим фільтром, без застосування будь-яких спеціальних пристроїв або пристосувань, тобто без урахування будь-яких ускладнювальних факторів. У процесі експлуатації нормальних свердловин не повинно бути впливів піску, відкладів парафіну і солей, корозії і т. д. на тривалість безперервної роботи свердловини. Глибина занурення штангових насосів не повинна перевищувати необхідного мінімуму у разі відпомповування рідини, яка не містить вільного газу.

### Гідродинамічно досконалі і недосконалі свердловини

Схеми свердловин: а — гідродинамічно досконалої; б — г – гідродинамічно недосконалих; б — за ступенем розкриття; в — за характером розкриття; г — за ступенем і характером розкриття; 1 — обсадна колона; 2 — цементний камінь; 3 — перфораційний отвір; 4 — перфораційний канал

Розрізняють гідродинамічно досконалі і недосконалі свердловини.
- СВЕРДЛОВИНА ГІДРОДИНАМІЧНО ДОСКОНАЛА — свердловина з відкритим вибоєм, яка розкриває продуктивний пласт на всю його товщину i в межах останнього не обсаджена колоною труб.
- СВЕРДЛОВИНА ГІДРОДИНАМІЧНО НЕДОСКОНАЛА — свердловина, яка або не розкриває продуктивний пласт на всю його товщину, або пробурена на всю його товщину, обсаджена зацементованою колоною труб i перфорована, або пробурена не на всю його товщину, обсаджена зацементованою колоною труб i перфорована. Гідродинамічна недосконалість свердловини зумовлена конструкцією її вибою i проявляється в порушенні плоскорадіальності потоку у привибійній зоні.
  - СВЕРДЛОВИНА, ГІДРОДИНАМІЧНО НЕДОСКОНАЛА ЗА ХАРАКТЕРОМ РОЗКРИТТЯ ПЛАСТА — свердловина, яка розкрила пласт на всю його товщину, але сполучається з пластом через отвори в колоні труб (спеціальний фільтр або перфораційні отвори).
  - СВЕРДЛОВИНА ГІДРОДИНАМІЧНО НЕДОСКОНАЛА ЗА СТУПЕНЕМ РОЗКРИТТЯ ПЛАСТА — свердловина з відкритим вибоєм, яка розкрила пласт не на всю його товщину.

### Свердловина-дублер
Крім того, виділяють свердловини-дублери: СВЕРДЛОВИНА-ДУБЛЕР (рос. скважина-дублер; англ. offset well; нім. Doubleursonde f) — свердловина, яка пробурена безпосередньо біля свердловини, експлуатація якої стала неможливою через непоправний аварійний стан її (руйнування колони обсадних труб, наявність аварійних труб, які неможливо витягнути із свердловини і т. ін.).

### Свердловини резервні
Експлуатаційні свердловини, кількість яких закладається в проекті розробки родовища і які бурять під час реалізації проектних рішень, коли виявляються відхилення від прийнятих раніше уявлень про геологічну будову або колекторські властивості об'єкта розробки.

### Свердловини, які освоюються й очікують освоєння після буріння
Група експлуатаційного фонду свердловин:
- а) свердловини, які прийняті після буріння на баланс нафтогазовидобувного підприємства i знаходяться за станом на кінець звітного періоду в освоєнні або очікують освоєння для експлуатації на нафту чи газ та переведені в експлуатаційний фонд з числа таких, які не давали раніше продукції (нагнітальних, контрольних, законсервованих тощо), якщо вони знаходяться на кінець звітного періоду в освоєнні;
- б) свердловини, які переведені в експлуатаційний фонд із інших фондів (нагнітальні, контрольні, законсервовані) і знаходяться на кінець звітного року в освоюванні, обліковуються в цій групі свердловин тільки в тому разі, якщо раніше вони ніколи не експлуатувалися на нафту і газ;
- в) свердловини, які раніше відносились до категорії продуктивних і знаходяться на кінець звітного кварталу в освоюванні або в очікуванні освоєння після проведення в них ремонтно-ізоляційних, дослідно-випробувальних та інших відновлювальних робіт, обліковуються в складі недіючого фонду.